# エレクトロキューショニスト
エレクトロキューショニスト（Electrocutionist、2001年 - 2006年）は、イタリア、UAE、イギリスなどで走った競走馬。馬名の意味は電気死刑執行人。

## 戦績

### 3歳時代
2004年4月7日、サンシーロ競馬場でのアンジェロガルデンニ賞に、鞍上にエドモンド・ボッティを迎えデビュー、6馬身差で快勝する。続く準重賞のイタリア大賞、ジュゼッペファサッティ賞とデビューから3連勝を飾り、初のG1、ジョッキークラブ大賞に出走。9頭立ての6番人気ながら、ハナ差の2着にはいる健闘を見せる。ちなみにこのときの優勝馬はシロッコであった。

### 4歳時代
7ヶ月の休養をはさみ、年明け初戦となるG2のカルロダレッシオ賞を勝ち重賞初勝利を飾ると、続くG1、ミラノ大賞典を勝ち、ついにG1制覇を成し遂げる。この勢いに乗って初の国外遠征となるインターナショナルステークスにマイケル・キネーンとの初コンビで出走、日本から遠征した武豊騎乗のゼンノロブロイをクビ差抑えてG1連勝を果たす。最後の直線で5頭が並ぶ激しい叩き合いであった。続くカナディアンインターナショナルステークスでは1番人気に推されたが、雨により悪化した馬場状態や、最後の直線で隣を走っていたグレイスワローの騎手の鞭が当たるというアクシデントも影響してか、人気に応えられず3着（グレイスワローの降着処分により4位入線から繰り上がり）に敗れる。
このレースの後にUAEのゴドルフィンへとトレードされ、2005年を終えた。

### 5歳時代
2006年初戦は、ドバイワールドカップを見据え、その前哨戦・マクトゥームチャレンジラウンド3に出走。このレースから、ゴドルフィンの専属騎手である世界的名手ランフランコ・デットーリが鞍上を務める。レースでは初のダート戦ながら7馬身差をつけて圧勝。カネヒキリも出走したドバイワールドカップでも危なげなく勝利し、G1・3勝目を飾る。次走のプリンスオブウェールズステークスではウィジャボードに半馬身差及ばず2着に終わる。
そして欧州最高峰レースのひとつ、キングジョージ6世&クイーンエリザベスダイヤモンドステークスに出走。ゴドルフィンは2頭出しで、エレクトロキューショニストのラビット（ペースメーカー）にチェリーミックスを起用した。レースはニジンスキーが勝った1970年以来の6頭立てという小頭数で行われ、人気もハリケーンラン、ハーツクライと人気を3分し、3強といわれた。予想通りチェリーミックスが逃げ、ついでハリケーンラン、ハーツクライと続き、エレクトロキューショニストはその後ろに控え、先に抜け出したハーツクライ1頭に照準を合わせ馬体を寄せていったが、それによってできたラチとの間をハリケーンランに突かれ、半馬身差及ばずの2着と惜敗した。
2006年9月9日に心臓発作で死亡したと馬主のゴドルフィンがウェブサイトで声明を出した。10月14日のチャンピオンステークスを目指している最中だった。

### 競走成績
| 年月日     | 競馬場       | 競走名                    | 格   | 着順 | 騎手         | 1着（2着）馬    |
| ---------- | ------------ | ------------------------- | ---- | ---- | ------------ | --------------- |
| 2004.04.07 | サンシーロ   | アンジェロガルデンニ賞    |      | 1着  | E.ボッティ   | (Herakles)      |
| 2004.06.27 | サンシーロ   | イタリア大賞              | 準重 | 1着  | E.ボッティ   | (Kaypen)        |
| 2004.09.19 | サンシーロ   | ジュゼッペファサッティ賞  |      | 1着  | E.ボッティ   | (Distant Way)   |
| 2004.10.17 | サンシーロ   | ジョッキークラブ大賞      | G1   | 2着  | E.ボッティ   | Shirocco        |
| 2005.05.22 | カパネッレ   | カルロダレッシオ賞        | G2   | 1着  | E.ボッティ   | (Fielding)      |
| 2005.06.19 | サンシーロ   | ミラノ大賞                | G1   | 1着  | E.ボッティ   | (Vol de Nuit)   |
| 2005.08.16 | ヨーク       | インターナショナルS       | G1   | 1着  | M.キネーン   | (Zenno Rob Roy) |
| 2005.10.23 | ウッドバイン | カナディアン国際S         | G1   | 3着  | M.キネーン   | Relaxed Gesture |
| 2006.03.02 | ナドアルシバ | マクトゥームチャレンジIII | G2   | 1着  | L.デットーリ | (Chiquitin)     |
| 2006.03.25 | ナドアルシバ | ドバイワールドC           | G1   | 1着  | L.デットーリ | (Wilko)         |
| 2006.06.21 | アスコット   | プリンスオブウェールズS   | G1   | 2着  | L.デットーリ | Ouija Board     |
| 2006.07.29 | アスコット   | KGVI&QEDS                 | G1   | 2着  | L.デットーリ | Hurricane Run   |

## 血統表
| エレクトロキューショニストの血統（ロベルト系 / Nearctic 4×5=9.38%、Nasrullah 5×5=6.25%） | エレクトロキューショニストの血統（ロベルト系 / Nearctic 4×5=9.38%、Nasrullah 5×5=6.25%） | エレクトロキューショニストの血統（ロベルト系 / Nearctic 4×5=9.38%、Nasrullah 5×5=6.25%） | （血統表の出典）      | （血統表の出典） |
| 父 Red Ransom 1987 鹿毛                                                                  | 父の父Roberto 1969 鹿毛                                                                  | Hail to Reason                                                                           | Turn-to               | Turn-to          |
| 父 Red Ransom 1987 鹿毛                                                                  | 父の父Roberto 1969 鹿毛                                                                  | Hail to Reason                                                                           | Nothirdchance         |                  |
| 父 Red Ransom 1987 鹿毛                                                                  | 父の父Roberto 1969 鹿毛                                                                  | Bramalea                                                                                 | Nashua                | Nashua           |
| 父 Red Ransom 1987 鹿毛                                                                  | 父の父Roberto 1969 鹿毛                                                                  | Bramalea                                                                                 | Rarelea               |                  |
| 父 Red Ransom 1987 鹿毛                                                                  | 父の母Arabia 1977 鹿毛                                                                   | Damascus                                                                                 | Sword Dancer          | Sword Dancer     |
| 父 Red Ransom 1987 鹿毛                                                                  | 父の母Arabia 1977 鹿毛                                                                   | Damascus                                                                                 | Kerala                |                  |
| 父 Red Ransom 1987 鹿毛                                                                  | 父の母Arabia 1977 鹿毛                                                                   | Christmas Wind                                                                           | Nearctic              | Nearctic         |
| 父 Red Ransom 1987 鹿毛                                                                  | 父の母Arabia 1977 鹿毛                                                                   | Christmas Wind                                                                           | Baly Free             |                  |
| 母 Elbaaha 1994 栗毛                                                                     | 母の父*アラジ Arazi 1989 栗毛                                                            | Blushing Groom                                                                           | Red God               | Red God          |
| 母 Elbaaha 1994 栗毛                                                                     | 母の父*アラジ Arazi 1989 栗毛                                                            | Blushing Groom                                                                           | Runaway Bride         |                  |
| 母 Elbaaha 1994 栗毛                                                                     | 母の父*アラジ Arazi 1989 栗毛                                                            | *ダンスールファビュルー                                                                  | Northern Dancer       | Northern Dancer  |
| 母 Elbaaha 1994 栗毛                                                                     | 母の父*アラジ Arazi 1989 栗毛                                                            | *ダンスールファビュルー                                                                  | Fabuleux Jane         |                  |
| 母 Elbaaha 1994 栗毛                                                                     | 母の母Gesedeh 1983 栗毛                                                                  | Ela-Mana-Mou                                                                             | *ピットカーン         | *ピットカーン    |
| 母 Elbaaha 1994 栗毛                                                                     | 母の母Gesedeh 1983 栗毛                                                                  | Ela-Mana-Mou                                                                             | Rose Bertin           |                  |
| 母 Elbaaha 1994 栗毛                                                                     | 母の母Gesedeh 1983 栗毛                                                                  | Le Melody                                                                                | Levmoss               | Levmoss          |
| 母 Elbaaha 1994 栗毛                                                                     | 母の母Gesedeh 1983 栗毛                                                                  | Le Melody                                                                                | Arctic Melody F-No.23 |                  |

### 近親
山本英俊によって、半弟アムールマルルー（父モンジュー）が購入され、2008年9月21日に日本の中央競馬でデビューした。